# Березовка (Хабарський район)
Бере́зовка (рос. Берёзовка) — селище у складі Хабарського району Алтайського краю, Росія. Входить до складу Мартовської сільської ради.

## Населення
Населення — 41 особа (2010; 77 у 2002).
Національний склад (станом на 2002 рік):
- росіяни — 78 %